# Mannheimer Sternwarte

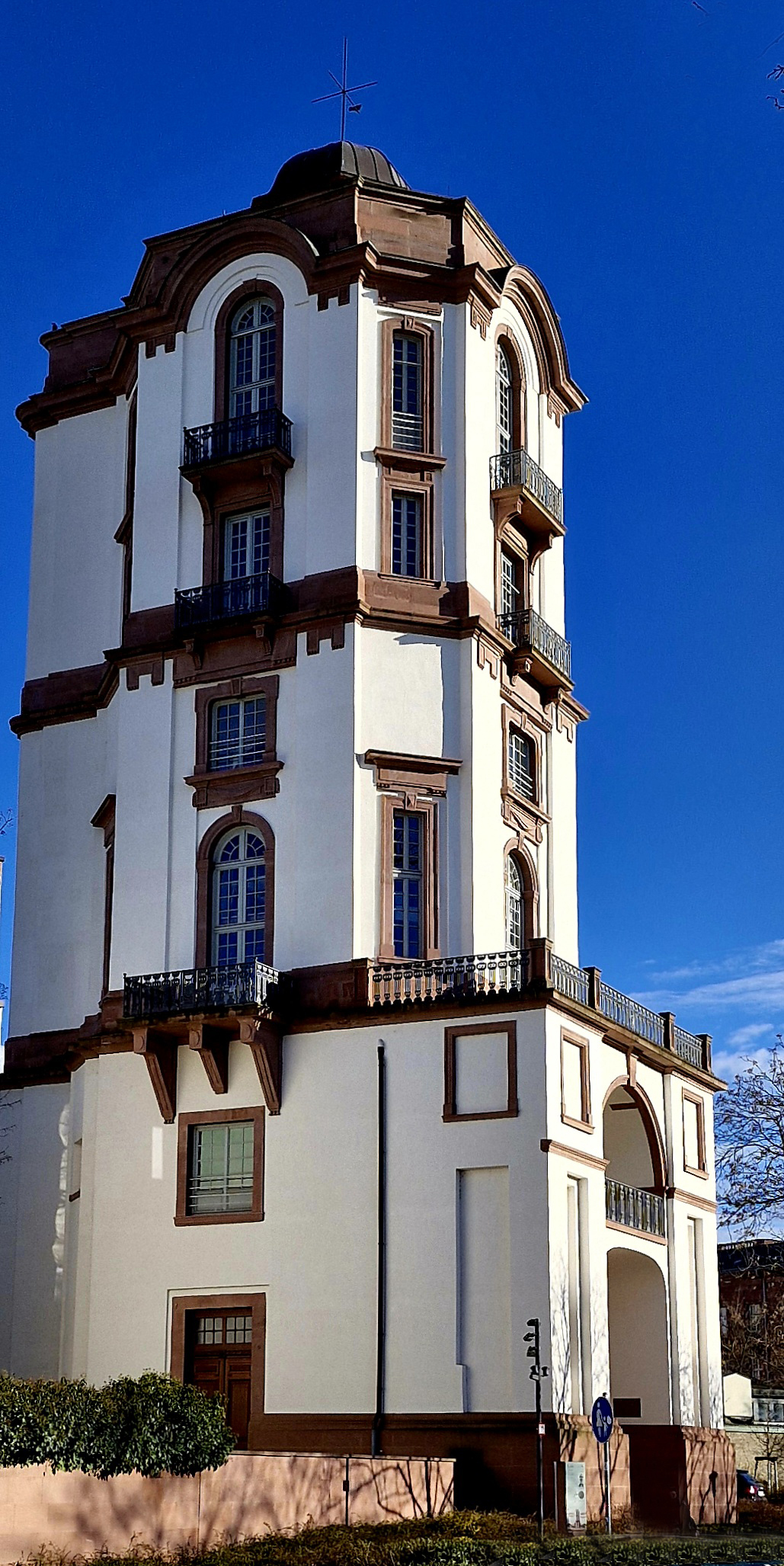
Ehemaliger Sternwartenturm in Mannheim

Die Mannheimer Sternwarte befand sich in dem von 1772 bis 1774 gebauten Sternwartenturm und blieb bis 1880 in Betrieb. Danach wurde die Sternwarte nach Karlsruhe und 1898 schließlich auf den Königstuhl bei Heidelberg verlegt, wo das Nachfolgeinstitut bis heute als Landessternwarte Heidelberg-Königstuhl besteht.

## Vorgeschichte der Sternwarte in Schwetzingen

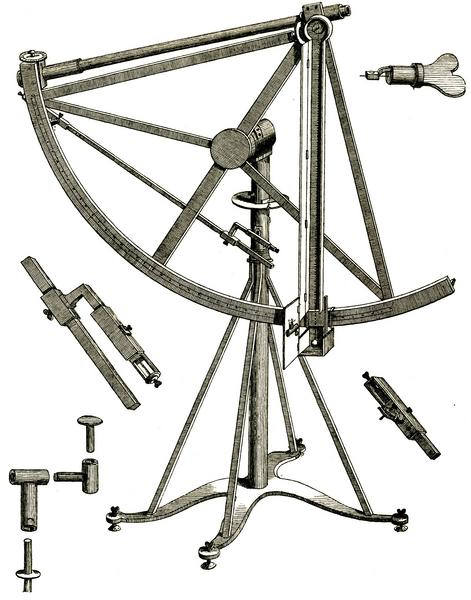
Ein Quadrant von Canivet, wie ihn Mayer in Paris kaufte

Der pfälzische Kurfürst Carl Theodor stand den Impulsen der Aufklärung aufgeschlossen gegenüber. Mehrfach war der französische Denker Voltaire an seinem Hof zu Gast. Der Kurfürst vollzog zahlreiche Reformen in seinem Herrschaftsgebiet und gründete wissenschaftliche Einrichtungen. Eine davon, das physikalische Kabinett, baute der seit 1751 in Heidelberg tätige Professor für Experimentalphysik und Mathematik, der Jesuitenpater Christian Mayer auf.
Als Mayer 1756 nach Paris gesandt wurde, um die dortige Wasserversorgung zu studieren, lernte er dort auch eines der zeitgenössischen Zentren der Astronomie kennen. Beim Instrumentenbauer Canivet erwarb er ein astronomisches Instrument, einen Quadranten. Mit ihm beobachtete er 1759 in der Kurpfalz die von Edmond Halley vorhergesagte Wiederkehr des Kometen.
Carl Theodor ließ 1761 aus Holz eine provisorische Sternwarte in der Orangerie des Schwetzinger Schlossparks errichten, von der aus Mayer den Durchgang der Venus vor der Sonne am 6. Juni beobachtete. Die Beobachtungen müssen den Kurfürsten überzeugt haben, denn schon im Juli begannen die Arbeiten für ein Observationsgebäude auf dem Schlossdach, das 1764 eingeweiht wurde.
Einige Jahre später reiste Mayer für ein Jahr nach Sankt Petersburg und beobachtete dort unter anderem den Venustransit am 3. Juni 1769. Die Schwetzinger Sternwarte blieb indes nicht ungenutzt, Carl Theodor und sein Gast Prinz Franz Xaver von Sachsen wollten das Naturschauspiel ebenfalls beobachten, was aber an schlechtem Wetter scheiterte.
Noch in Sankt Petersburg veröffentlichte Mayer seine Ergebnisse aus den Venusdurchgängen und berechnete, mithilfe aller ihm bekannten Beobachtungen der beiden Transits, die mittlere Distanz Erde-Sonne auf 146,2 Millionen Kilometer, was nur drei Millionen Kilometer weniger ist als der tatsächliche Wert, allerdings mit einer beträchtlichen Messunsicherheit.

## Kurpfälzische Zeit

### Die Gründungszeit der Mannheimer Sternwarte

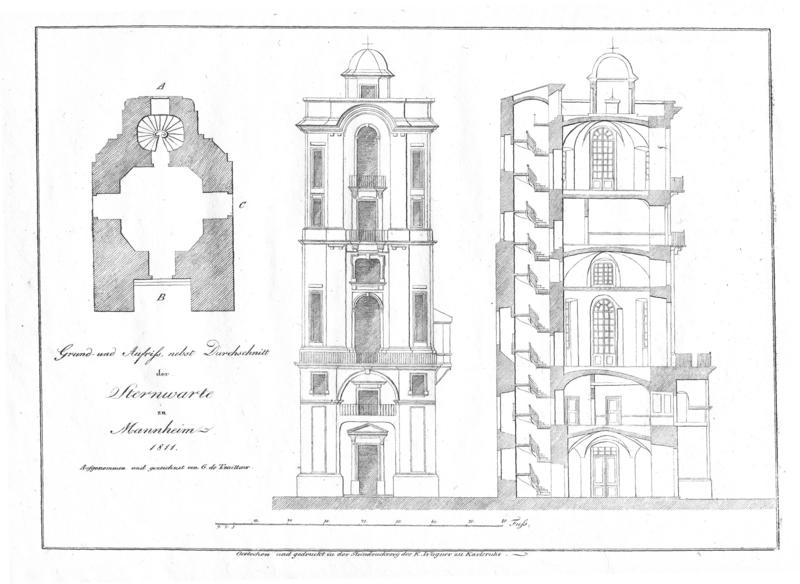
Der Mannheimer Sternwartenturm

Am Silvestertag 1771 schließlich legte Mayer eine Denkschrift über den Bau einer Sternwarte in der Nähe des Mannheimer Hofes vor, und 1772 beauftragte der Kurfürst die Hofkammer mit dem Neubau der Sternwarte. Noch im selben Jahr wurde der Grundstein des Turmes neben dem Schloss Mannheim, in der Nähe des Jesuitenkollegs gelegt. Mithilfe der in den folgenden Jahren erworbenen Instrumente und der zahlreichen aus der kurfürstlichen Bibliothek überlassenen Bücher machte Mayer die Mannheimer Sternwarte zu einer bekannten und international ebenbürtigen Forschungseinrichtung.
So finden sich im Gästebuch der Mannheimer Sternwarte nicht nur die Eintragungen zahlreicher namhafter Kollegen, sondern auch die illustrer Gäste wie Wolfgang Amadeus Mozart, der sich als Hofkapellmeister bewarb, Benjamin Franklin als Abgesandter der jungen Vereinigten Staaten, und selbst solche in arabischer und anderen Schriften.
Die astronomischen Arbeiten Mayers fanden in der Entdeckung der Doppelsterne als zusammengehörige Gebilde ihren Höhepunkt. Von den in Bodes Himmelsatlas 1782 veröffentlichten Doppelsternen wurden die meisten von Mayer beobachtet.
Carl Theodor verließ die Kurpfalz 1778, um Bayern zu regieren. Nicht zuletzt durch die Abwesenheit des sich persönlich kümmernden Fürsten verlief die Geschichte der Sternwarte nach dem Tode Christian Mayers im Jahr 1783 weniger glücklich.

### Die Nachfolger Christian Mayers
Der neue Hofastronom, der Jesuit Karl König, wurde vom Kurfürst bald nach München versetzt und der nächste, der Ex-Jesuit Johann Nepomuck Fischer, machte sich so viele Feinde, dass er 1788 nach nur anderthalb Jahren wieder ging. Mit dem Lazaristen Peter Ungeschick traf man wohl eine bessere Wahl, aber der starb schon 1790 auf der Rückreise von einem Studienaufenthalt in Paris. Ihm folgte Roger Barry, ebenfalls Mitglied des Ordens der Lazaristen.

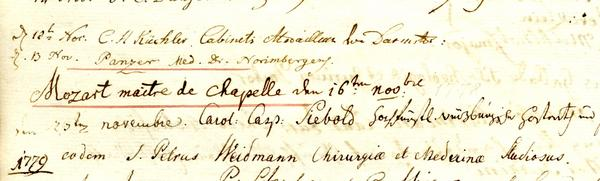
Eintragung Mozarts im Gästebuch der Mannheimer Sternwarte

Die anfänglichen Erfolge Barrys wurden durch die Kriege der napoleonischen Zeit zunichtegemacht, die auch die Sternwarte schwer in Mitleidenschaft zogen. Der Turm wurde mehrfach beschossen, mehrere Instrumente wurden zerstört, andere beschädigt. Einige verschwanden auch auf ungeklärte Weise. Barry, zeitweise sogar durch die Franzosen inhaftiert, erhielt zwar Gelegenheit zur Beobachtung eines Merkurtransits, konnte aber sonst wenig ausrichten.

## Badische Zeit

### Von den napoleonischen Kriegen bis zur deutschen Revolution

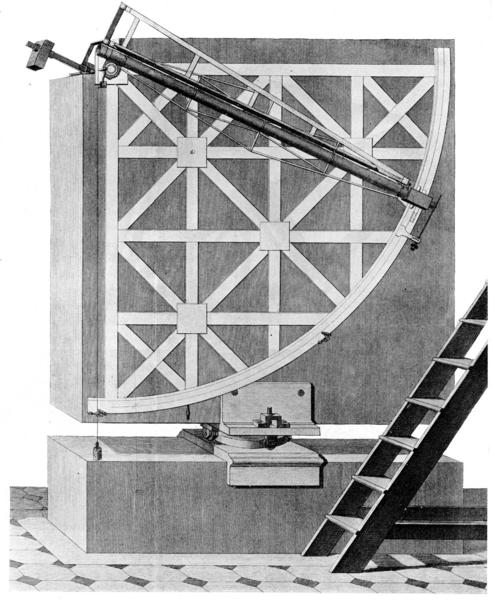
Ein Mauerquadrant von John Bird war lange Hauptinstrument der Mannheimer Sternwarte

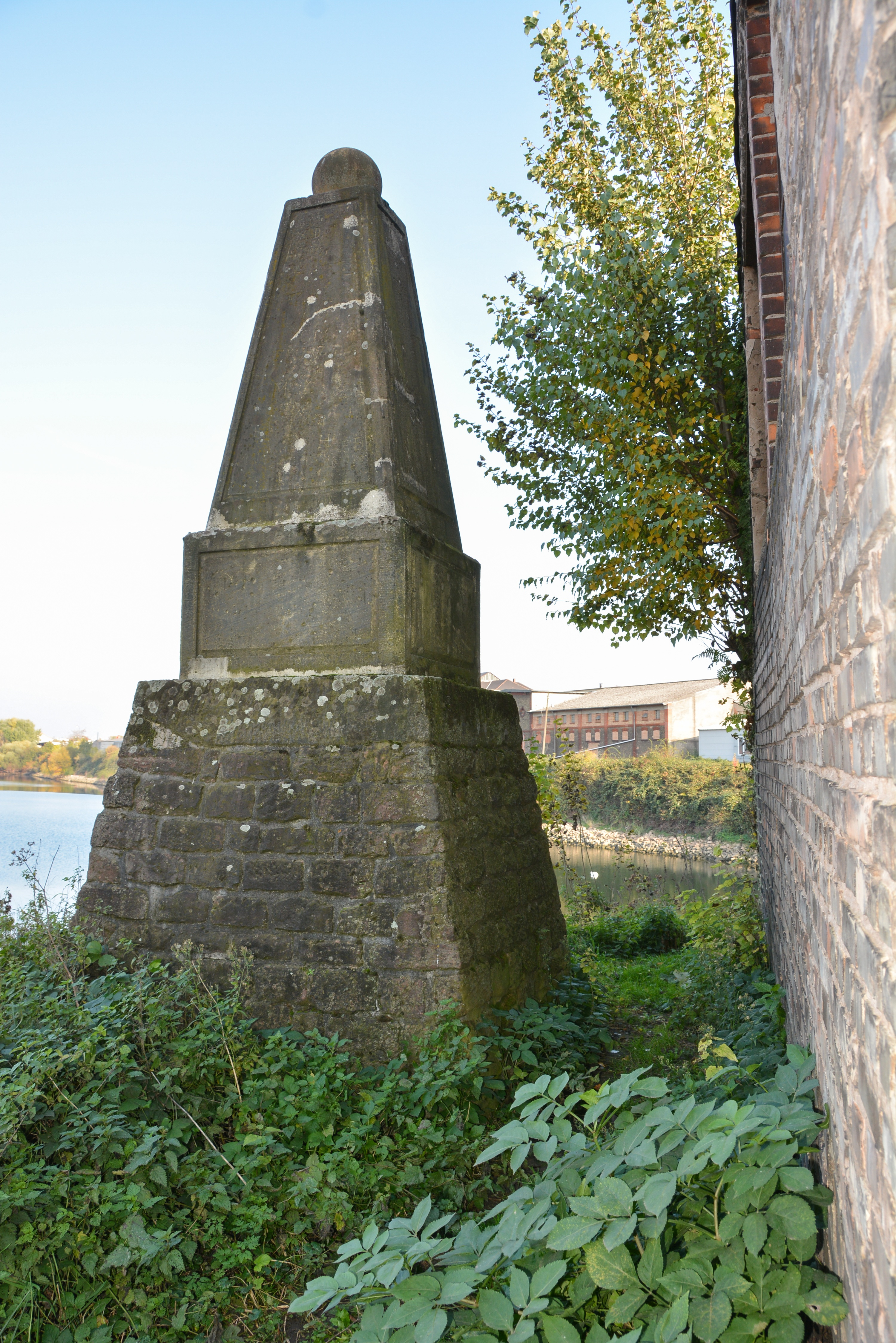
Mire, Prüfpunkt im heutigen Kaiser-Wilhelm-Hafen

Nach dem Krieg übernahm 1806 das Großherzogtum Baden die rechtsrheinischen Gebiete der Kurpfalz und damit auch die Sternwarte. Der Hofastronom Roger Barry nahm seine Beobachtungen wieder auf, erkrankte jedoch 1810 und die Sternwarte blieb bis zu seinem Tode 1813 ungenutzt. Seine zahlreichen Beobachtungen mit dem Mauerquadranten nach 1800 blieben unpubliziert, da sie von seinen Nachfolgern als nicht mehr zeitgemäß eingestuft wurden.
Damit war die Zeit der katholischen Orden an der Mannheimer Sternwarte vorüber. In den Jahren bis zur badischen Revolution 1848 blieb die Sternwarte hinter ihren glänzenden Anfängen zurück. Berühmte Astronomen konnten entweder nicht gehalten werden, wie Heinrich Christian Schumacher (1813–1815 in Mannheim), der an seiner nachfolgenden Wirkungsstätte in Altona das älteste noch existierende Fachjournal der Astronomie, die Astronomischen Nachrichten, gründete, oder wurden trotz Interesses durch ungeschickte Personalpolitik abgeschreckt, wie Friedrich Georg Wilhelm Struve, der dann im Pulkowo-Observatorium bei Sankt Petersburg ein renommiertes Observatorium aufbaute. 1815 wurde versucht, den Münchner Astronomen Johann Georg von Soldner nach Mannheim zu ziehen, dieser sagte jedoch ebenfalls ab. Ab 1816 bis zu seinem Tode 1846 war Friedrich Bernhard Gottfried Nicolai Hofastronom, der sich hauptsächlich den Bahnen der Kometen widmete. In seiner Zeit wurde unter anderem ein Fernrohr mit 7,5 cm Öffnungsweite von Joseph von Fraunhofer angeschafft, das später bei den Expeditionen zu Beobachtungen der Venusdurchgänge 1874 und 1882 Verwendung fand.
Das Instrumentarium und der Sternwartenturm selbst waren in die Jahre gekommen. Bereits ausgereifte Pläne zum Neubau der Sternwarte konnten in der Revolutionszeit nicht mehr verwirklicht werden. Am 10. Juni 1850 beschloss man sogar die Aufhebung des Instituts, indem kein neuer Hofastronom mehr bestellt wurde. Der Heidelberger Professor Adam Nell übernahm 1852 die Aufsicht, allerdings ohne Gehalt. Wiederum wurde eine, diesmal bescheidenere Institutserneuerung geplant, die 1859 mit der Bestellung eines Teleskops mit 9 cm Öffnungsweite begann.

### Umzug nach Karlsruhe

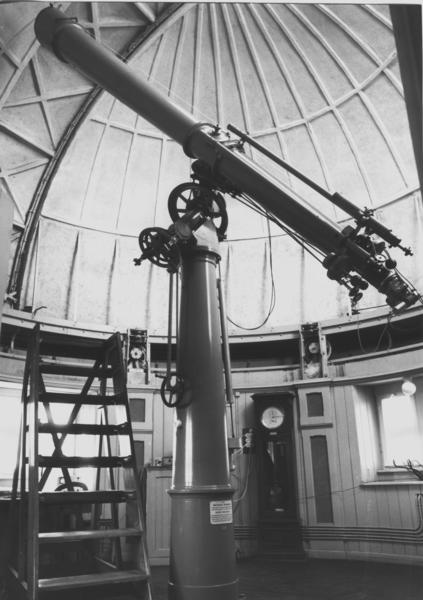
Das größte Fernrohr der Sternwarte, Baujahr 1859

1860 kam mit Eduard Schönfeld wieder ein besoldeter Hofastronom nach Mannheim, der sich durch seine Beobachtungen astronomischer Nebel auch schon bald einen Namen machte. Fachlich trug er mit seiner Arbeit wesentlich zum noch heute benutzten Katalog der „Bonner Durchmusterung“ bei. Überdies organisierte er mehrere astronomische Treffen. Bei einem solchen Treffen am 28. August 1863 wurde in Heidelberg die Astronomische Gesellschaft Deutschlands gegründet, die noch heute besteht. Schönfeld wurde in den Gründungsvorstand gewählt. Neben vielen anderen Tätigkeiten nahm er 1871 an der Beratenden Commission zur Vorbereitung des Venusdurchgänge 1874/82 teil.
Als Schönfeld 1875 nach Bonn ging, um dort Sternwartendirektor zu werden, übernahm Wilhelm Valentiner die Mannheimer Stelle. Der Standort inmitten der Stadt war aber nicht mehr zeitgemäß. Die Sternwarte wurde nach Karlsruhe verlegt und dort 1880 in einer behelfsmäßigen Hütte untergebracht, von wo aus aber keine nennenswerten Beobachtungen stattfinden konnten. Pläne zum Bau einer dauerhaften Sternwarte in Karlsruhe wurden, sehr zu Valentiners Verdruss, nicht verwirklicht, obwohl erste Teleskope und Instrumente angeschafft wurden.
In dieser Zeit erwachte auch an der Universität in Heidelberg der Wunsch nach einer Sternwarte. Der junge Heidelberger Astronom Max Wolf errichtete bereits ab 1880 eine Privatsternwarte in seinem Elternhaus. Er setzte konsequent auf die Fotografie zur Beobachtung und machte sich so schnell einen Namen in der Astronomie.

### Bergsternwarte Heidelberg
1892 trug eine Deputation Heidelberger Professoren, unter ihnen Max Wolf, dem Karlsruher Großherzog den Wunsch nach einer forschungs- und lehrtauglichen Universitätssternwarte vor. Das nicht gerade finanzstarke Baden jener Zeit konnte jedoch kaum mehr als die Errichtung der Bauten leisten und die Karlsruher Instrumente waren für Wolfs Spezialgebiet, die Astrofotografie, ungeeignet. So suchte Wolf nach Förderern, die ihm die Anschaffung neuer Teleskope ermöglichen. Die Suche erwies sich als ausgesprochen glücklich: Die US-amerikanische Wissenschaftsmäzenin Catherine Wolfe Bruce spendete 10.000 Dollar für ein Teleskop, und ihrer Stiftung folgten weitere. Schließlich wurde der Bau einer Sternwarte bei Heidelberg bewilligt, an die auch die Karlsruher Instrumente überführt werden sollten.
Am 20. Juni 1898 wurde die „Großherzogliche Bergsternwarte“ auf dem Königstuhl (die heutige Landessternwarte Heidelberg-Königstuhl) feierlich eingeweiht. Anfangs existierten zwei konkurrierende Abteilungen. Die astrometrische Abteilung wurde von Wilhelm Valentiner geleitet und beinhaltete das Karlsruher Instrumentarium. Die astrophysikalische Abteilung unter Max Wolf wurde mit den Instrumenten aus seiner Privatsternwarte und den neuen Stiftungsinstrumenten ausgestattet. Nach der Emeritierung Valentiners 1909 wurden beide Abteilungen vereint. Wolf arbeitete auf vielen Gebieten der Astrophysik; er untersuchte die Struktur der Milchstraße, spektroskopierte Sterne und Gasnebel und suchte intensiv nach Kleinplaneten, von denen auf der Sternwarte insgesamt mehr als 800 entdeckt wurden. Als Ehrenbürger Heidelbergs wurde er 1932 auf dem Bergfriedhof beigesetzt.
Nach dem Zweiten Weltkrieg gab es einen neuen Anfang für das Institut, das nun Landessternwarte Königstuhl (LSW) hieß. Die Mannheimer Instrumente wurden 1983 dem Landesmuseum für Technik und Arbeit, heute Technoseum, in Mannheim gestiftet, wo einige davon Teil der ständigen Ausstellung sind. Das Fernrohr von 1859 wurde 1957 der Stadt Karlsruhe zum Aufbau der Sternwarte Karlsruhe geschenkt, ein anderes Instrument der Volkssternwarte Heppenheim. Die Bücher der alten Bibliothek, deren ältestes von 1476 stammt, übereignete das Institut der Handschriftenabteilung der Universitätsbibliothek.

## Geschichte der Mannheimer Sternwarte nach 1880

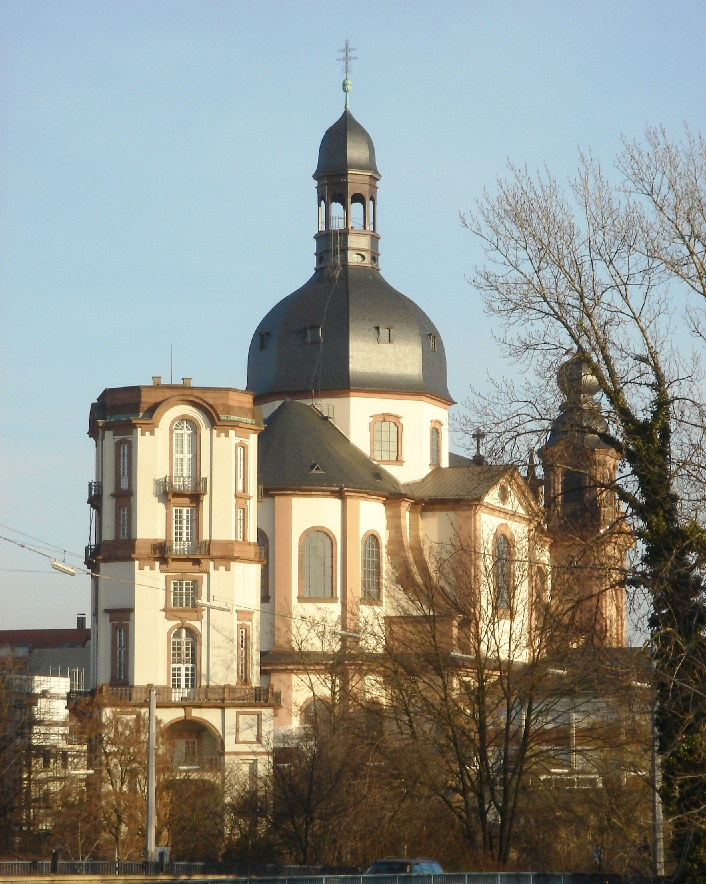
Sternwartenturm neben der Jesuitenkirche

Der Turm der Sternwarte wurde von 1905 bis 1906 restauriert. Durch einen Erbbauvertrag zwischen dem Landesfiskus und der Stadt Mannheim im Jahr 1940 kam das Gebäude bis vorerst 31. März 2021 in die Obhut der Stadt Mannheim. Im Zweiten Weltkrieg wurde das Gebäude am 20. März 1944 durch eine Sprengbombe stark beschädigt, die die obersten Gewölbedecken durchschlug. Nach dem Zweiten Weltkrieg erfolgte zunächst eine notdürftige Reparatur. Erst 1957 beschloss der Gemeinderat eine Wiederinstandsetzung und einen Umbau zum Atelierhaus. Durch die nachfolgenden Sanierungsarbeiten bis Oktober 1958 erhielt die Fassade ein weitgehend originalgetreues Aussehen, im Inneren entstanden Atelierräume. Bis zu seinem Tod im April 2022 nutzte der Mannheimer Künstler Walter Stallwitz (von 1958 bis 2022) ein Atelier in dem Gebäude. Außer ihm und anderen hatten weitere namhafte Künstler dort ihre Atelierräume, so Edgar Schmandt (von 1963 bis 2019) und Uta Dorra (von 1998 bis 2014). Auf der oberen Plattform des Gebäudes befindet sich weiterhin der als Nullpunkt für das badische Vermessungssystem dienende Gradmessungs-Pfeilers.
Die Denkmalstiftung Baden-Württemberg ernannte die Sternwarte zum Denkmal des Monats Juni 2014. Im Oktober 2019, zum 300. Geburtstag Mayers, wurde die historische Kuppelhaube wieder auf einen achteckigen Unterbau gesetzt.

## Literatur

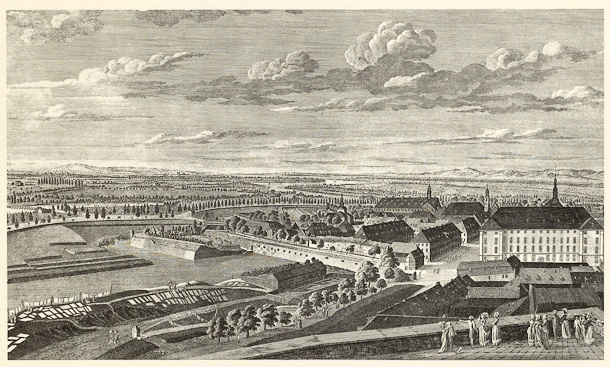
Johann Jakob Rieger (1754–1811), Panorama von der Mannheimer Sternwarte aus, 1790